# Mussa Chosch-Achmatowitsch Moguschkow
Mussa Chosch-Achmatowitsch Moguschkow (russisch Муса Хож-Ахматович Могушков; * 6. Februar 1988 in Nasran) ist ein russischer Judoka, der 2011 und 2014 Weltmeisterschaftsdritter war.

## Karriere
Der 1,70 m große Moguschkow trat bis 2012 im Halbleichtgewicht an, der Gewichtsklasse bis 66 Kilogramm. 2007 war er Dritter der U20-Europameisterschaften, zwei Jahre später war er Dritter bei den U23-Europameisterschaften. 2010 gewann er das Grand-Slam-Turnier in Moskau. Im gleichen Jahr erreichte er das Finale beim Grand Slam in Tokio, dort unterlag er dem Japaner Masaaki Fukuoka. 2011 belegte er den fünften Platz bei den Europameisterschaften in Istanbul, zwei Monate danach gewann er den Grand Slam in Rio de Janeiro. Bei den Weltmeisterschaften in Paris unterlag er im Halbfinale dem Japaner Masashi Ebinuma, den Kampf um Bronze gewann er gegen den Briten Colin Oates. Beim Grand Slam von Tokio Ende 2011 bezwang er im Halbfinale Masashi Ebinuma, unterlag aber dann im Finale dem Japaner Tomofumi Takajo. Bei den Olympischen Spielen 2012 in London verlor er seinen Auftaktkampf gegen Tərlan Kərimov aus Aserbaidschan.
2013 wechselte Moguschkow ins Leichtgewicht, die Gewichtsklasse bis 73 Kilogramm. Bei den Weltmeisterschaften 2014 in Tscheljabinsk unterlag er im Viertelfinale Victor Scvortov, der für die Vereinigten Arabischen Emirate antrat. Mit Siegen in der Hoffnungsrunde über Rustam Orujov aus Aserbaidschan und Yertugan Torenov aus Kasachstan erkämpfte Moguschkow eine Bronzemedaille. 2016 siegte er beim Grand-Slam-Turnier in Tjumen. 2017 bei den Europameisterschaften in Warschau bezwang er im Viertelfinale Rustam Orujov und im Halbfinale den Israeli Tohar Butbul, im Finale unterlag er Hidayət Heydərov aus Aserbaidschan. Sein bestes Ergebnis 2018 war der dritte Platz beim Grand Slam in Abu Dhabi. 2019 gewann er bei den im Rahmen der Europaspiele in Minsk ausgetragenen Europameisterschaften mit der russischen Mannschaft den Mixed-Wettbewerb. Im Oktober 2019 siegte er beim Grand Slam in Brasilia. 2021 unterlag er im Viertelfinale der Europameisterschaften in Lissabon Akil Gjakova aus dem Kosovo. Mit Siegen über den Schweden Tommy Macias und den Türken Bilal Çiloğlu erkämpfte Moguschkow eine Bronzemedaille. Bei den Olympischen Spielen in Tokio verlor er seinen Auftaktkampf gegen den Aserbaidschaner Rüstəm Orucov.